# Sumqayıt PFK
A Sumqayıt PFK egy azeri labdarúgóklub, amely az első osztályban szerepel. Székhelye Sumqayıt városában található. A klubot 2010-ben alapították, hazai mérkőzéseit 2023-tól a 10000 fő befogadására alkalmas Új Sumgayit Stadionban játssza.

## Sikerei
- Azeri élvonal (Premyer Liqası)

- - Bronzérmes (1 alkalommal): 2021

## Nemzetközi kupaszereplés
| Idény   | Kupa                         | Forduló         | Club      | 1. mérk | 2. mérk |
| ------- | ---------------------------- | --------------- | --------- | ------- | ------- |
| 2020–21 | Európa-liga                  | 1. selejtezőkör | Skendija  | 0–2     | –       |
| 2021–22 | UEFA Európa Konferencia Liga | 2. selejtezőkőr | Čukarički | 0–0     | 2–0     |